# Ramučiai

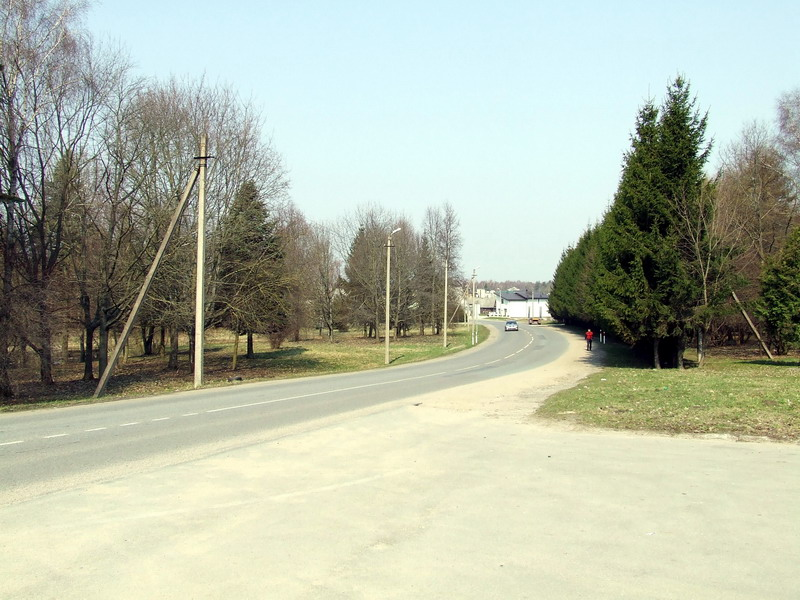
Einfahrt

Ramučiai (deutsch Ramutten) ist mit 4.100 Einwohnern (Stand 2025) das sechstgrößte Dorf in Litauen und das drittgrößte Dorf  in der Rajongemeinde Kaunas. Es ist unterwegs aus der Großstadt Kaunas nach Karmėlava. Im Osten vom Dorf liegt der Flughafen Kaunas, im Süden Freie Wirtschaftszone Kaunas und im Nordosten der Stausee Ramučiai. Als Schlafstadt arbeiten heute die meisten Einwohner des Ortes im nahe gelegenen Kaunas.

## Geschichte

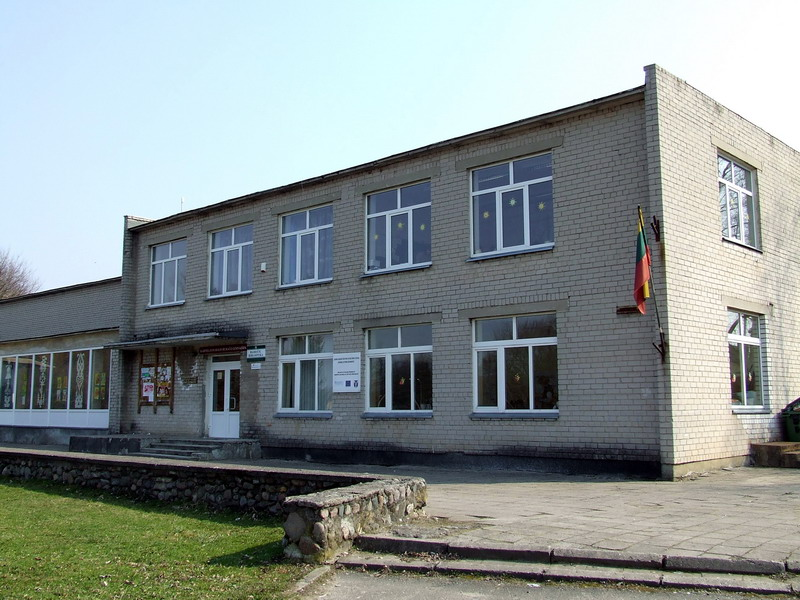
Schulgebäude Ramučiai

In Ramučiai gab es früher eine Grundschule (jetzt eine Abteilung des Gymnasiums Karmėlava).  1948 wurde eine Bibliothek eingerichtet und dann ein Kulturzentrum gebaut. 1970 lebten 414 Einwohner. Hier wurden die Sportvereine FK Ramučiai (Fußball, LFF III lyga) und KK „Aremilta“ (Basketball) gegründet. 